# Plínio Fraga
Plínio José da Fraga Junior (nascido em 1968) é jornalista, escritor, mestre e doutor em mídia e mediações sociais pela Escola de Comunicação da Universidade Federal do Rio de Janeiro. . É autor da biografia "Tancredo Neves, o príncipe civil" (2017, editora Objetiva) Escreveu também "Cidadania, a fome das fomes" (2023, editora Mórula) Em 2024, idealizou e concebeu com Pedro Dias Leite o podcast "A Ditadura Recontada", baseado na obra do jornalista Elio Gaspari. Com Claudia Sarmento, King's College, apresentou estudo sobre o podcast de Mano Brown, intitulado "Peripheries in podcasting: a rapper against the journalistic flow", no congresso 2023 da IAMCR (International Association for Media and Communication Research), realizado em Lyon, (França). 
Foi editor-chefe da revista Época, entre 2017 e 2019. Foi colunista político do UOL e do Yahoo. Trabalhou no jornal O Globo em 2012 e 2013. Antes, trabalhou na revista Piauí e foi repórter especial, secretário de Redação e coordenador da Sucursal do Rio da Folha de S.Paulo entre 2005 e 2011. Atuou na área de política da Folha, na chamada editoria Brasil, da qual foi repórter, editor-assistente, editor-adjunto e editor, período em que participou da cobertura de oito eleições,  inclusive as presidenciais de 1994, 1998 e 2002. Foi ainda secretário-assistente de Redação, fechando a Primeira Página.[carece de fontes?] Deixou a Folha em janeiro de 2001 para ser editor de Política do Jornal do Brasil.[carece de fontes?] Retornou ao jornal em outubro do mesmo ano como repórter especial para cobrir a campanha de Luiz Inácio Lula da Silva.[carece de fontes?]